# Campeonato Europeo de Natación en Piscina Corta de 2017
El XIX Campeonato Europeo de Natación en Piscina Corta se celebró en Copenhague (Dinamarca) entre el 13 y el 17 de diciembre de 2017 bajo la organización de la Liga Europea de Natación (LEN) y la Federación Danesa de Natación.
Las competiciones se realizaron en la Royal Arena de la capital danesa.

## Resultados

### Masculino
| Evento                   | Oro                                                                                             | Plata                                                                             | Bronce                                                                                     |
| ------------------------ | ----------------------------------------------------------------------------------------------- | --------------------------------------------------------------------------------- | ------------------------------------------------------------------------------------------ |
| 50 m libre (15.12)       | Vladimir Morozov · Rusia · 20,31                                                                | Benjamin Proud Reino Unido 20,66                                                  | Luca Dotto · Italia · 20,78                                                                |
| 100 m libre (17.12)      | Luca Dotto · Italia · 46,11                                                                     | Pieter Timmers · Bélgica · 46,54                                                  | Duncan Scott Reino Unido 46,64                                                             |
| 200 m libre (14.12)      | Danas Rapšys · Lituania · 1:40,85                                                               | Alexandr Krasnyj · Rusia · 1:42,22                                                | Duncan Scott Reino Unido 1:43,07                                                           |
| 400 m libre (13.12)      | Alexandr Krasnyj · Rusia · 3:35,51                                                              | Péter Bernek · Hungría · 3:37,14                                                  | Henrik Christiansen · Noruega · 3:38,63                                                    |
| 1500 m libre (15.12)     | Myjailo Romanchuk · Ucrania · 14:14,59                                                          | Gregorio Paltrinieri · Italia · 14:22,93                                          | Henrik Christiansen · Noruega · 14:25,66                                                   |
| 50 m espalda (17.12)     | Simone Sabbioni · Italia · 23,05                                                                | Kliment Kolesnikov · Rusia · 23,07                                                | Jérémy Stravius Francia 23,12                                                              |
| 100 m espalda (15.12)    | Kliment Kolesnikov · Rusia · 48,99                                                              | Simone Sabbioni · Italia · 49,68                                                  | Robert Glință · Rumania · 49,99                                                            |
| 200 m espalda (13.12)    | Kliment Kolesnikov · Rusia · 1:48,02                                                            | Radosław Kawęcki · Polonia · 1:48,46                                              | Danas Rapšys · Lituania · 1:49,06                                                          |
| 50 m braza (13.12)       | Fabio Scozzoli · Italia · 25,62                                                                 | Kiril Prigoda · Rusia · 25,68                                                     | Adam Peaty Reino Unido 25,70                                                               |
| 100 m braza (16.12)      | Adam Peaty Reino Unido 55,94                                                                    | Fabio Scozzoli · Italia · 56,15                                                   | Kiril Prigoda · Rusia · 56,28                                                              |
| 200 m braza (14.12)      | Kiril Prigoda · Rusia · 2:01,11                                                                 | Marco Koch · Alemania · 2:01,52                                                   | Mijail Dorinov · Rusia · 2:01,85                                                           |
| 50 m mariposa (16.12)    | Alexandr Popkov · Rusia · 22,42                                                                 | Andri Hovorov · Ucrania · 22,43                                                   | Benjamin Proud Reino Unido Szebasztián Szabó Serbia 22,44                                  |
| 100 m mariposa (14.12)   | Matteo Rivolta · Italia · 49,93                                                                 | Piero Codia · Italia · 49,96                                                      | Marius Kusch · Alemania · 50,01                                                            |
| 200 m mariposa (17.12)   | Alexandr Jarlanov · Rusia · 1:50,54                                                             | Andreas Vazaíos · Grecia · 1:51,23                                                | Tamás Kenderesi · Hungría · 1:52,25                                                        |
| 100 m estilos (17.12)    | Marco Orsi · Italia · 51,76                                                                     | Serguei Fesikov · Rusia · 51,94                                                   | Kyle Stolk · Países Bajos · 51,99                                                          |
| 200 m estilos (15.12)    | Philip Heintz · Alemania · 1:52,41                                                              | Andreas Vazaíos · Grecia · 1:53,27                                                | Tomoe Hvas · Noruega · 1:54,16                                                             |
| 400 m estilos (14.12)    | Péter Bernek · Hungría · 3:59,47                                                                | Philip Heintz · Alemania · 4:03,16                                                | Gergely Gyurta · Hungría · 4:06,33                                                         |
| 4 × 50 m libre (13.12)   | Rusia · Kliment Kolesnikov · Vladimir Morozov · Serguei Fesikov · Mijail Vekovishchev · 1:23,23 | Italia · Luca Dotto · Lorenzo Zazzeri · Alessandro Miressi · Marco Orsi · 1:23,67 | Polonia · Paweł Juraszek · Filip Wypych · Jakub Książek · Konrad Czerniak · 1:24,44        |
| 4 × 50 m estilos (17.12) | Rusia · Kliment Kolesnikov · Kiril Prigoda · Alexandr Popkov · Vladimir Morozov · 1:30,44 RM    | Italia · Simone Sabbioni · Fabio Scozzoli · Piero Codia · Luca Dotto · 1:31,91    | Bielorrusia · Pavel Sankovich · Ilia Shymanovich · Yauhen Tsurkin · Anton Latkin · 1:32,06 |

### Femenino
| Evento                   | Oro | Plata                                                                                     | Bronce                                                                         |
| ------------------------ | --- | ----------------------------------------------------------------------------------------- | ------------------------------------------------------------------------------ |
| 50 m libre (17.12)       | Sarah Sjöström · Suecia · 23,30                                                                         | Ranomi Kromowidjojo · Países Bajos · 23,31                                                | Pernille Blume Dinamarca 23,49                                                 |
| 100 m libre (15.12)      | Ranomi Kromowidjojo · Países Bajos · 50,95                                                              | Sarah Sjöström · Suecia · 51,03                                                           | Pernille Blume Dinamarca 51,63                                                 |
| 200 m libre (16.12)      | Charlotte Bonnet Francia 1:52,19                                                                        | Femke Heemskerk · Países Bajos · 1:53,41                                                  | Veronika Andrusenko · Rusia · 1:53,75                                          |
| 400 m libre (17.12)      | Boglárka Kapás · Hungría · 3:58,15                                                                      | Sarah Köhler · Alemania · 3:59,12                                                         | Julia Hassler Liechtenstein 4:02,43                                            |
| 800 m libre (14.12)      | Sarah Köhler · Alemania · 8:10,65                                                                       | Boglárka Kapás · Hungría · 8:11,13                                                        | Simona Quadarella · Italia · 8:16,53                                           |
| 50 m espalda (16.12)     | Katinka Hosszú · Hungría · 25,95                                                                        | Alicja Tchórz · Polonia · 26,09                                                           | Maaike de Waard · Países Bajos · 26,40                                         |
| 100 m espalda (14.12)    | Katinka Hosszú · Hungría · 55,66                                                                        | Kira Toussaint · Países Bajos · 56,21                                                     | Mariya Kameneva · Rusia · 57,01                                                |
| 200 m espalda (15.12)    | Katinka Hosszú · Hungría · 2:01,59                                                                      | Daryna Zevina · Ucrania · 2:02,27                                                         | Margherita Panziera · Italia · 2:02,43                                         |
| 50 m braza (13.12)       | Rūta Meilutytė · Lituania · 29,36                                                                       | Jenna Laukkanen · Finlandia · 29,54                                                       | Sophie Hansson · Suecia · 29,77                                                |
| 100 m braza (16.12)      | Rūta Meilutytė · Lituania · 1:03,79                                                                     | Jenna Laukkanen · Finlandia · 1:04,25                                                     | Jessica Vall Montero · España · 1:04,80                                        |
| 200 m braza (17.12)      | Jessica Vall Montero · España · 2:18,41                                                                 | Rikke Møller Pedersen Dinamarca 2:19,53                                                   | Fanny Lecluyse · Bélgica · 2:19,68                                             |
| 50 m mariposa (14.12)    | Ranomi Kromowidjojo · Países Bajos · 24,78                                                              | Emilie Beckmann Dinamarca 25,16                                                           | Maaike de Waard · Países Bajos · 25,46                                         |
| 100 m mariposa (17.12)   | Sarah Sjöström · Suecia · 55,00                                                                         | Marie Wattel Francia 55,97                                                                | Emilie Beckmann Dinamarca 56,22                                                |
| 200 m mariposa (15.12)   | Franziska Hentke · Alemania · 2:03,92                                                                   | Ilaria Bianchi · Italia · 2:04,22                                                         | Lara Grangeon Francia 2:04,31                                                  |
| 100 m estilos (15.12)    | Katinka Hosszú · Hungría · 56,97                                                                        | Sarah Sjöström · Suecia · 57,92                                                           | Susann Bjørnsen · Noruega · 59,26                                              |
| 200 m estilos (16.12)    | Katinka Hosszú · Hungría · 2:04,43                                                                      | Evelyn Verrasztó · Hungría · 2:08,09                                                      | Ilaria Cusinato · Italia · 2:08,19                                             |
| 400 m estilos (13.12)    | Katinka Hosszú · Hungría · 4:24,78                                                                      | Lara Grangeon Francia 4:28,77                                                             | Fantine Lesaffre Francia 4:30,68                                               |
| 4 × 50 m libre (15.12)   | Países Bajos · Ranomi Kromowidjojo · Femke Heemskerk · Tamara van Vliet · Valerie van Roon · 1:33,91 RM | Suecia · Michelle Coleman · Sarah Sjöström · Louise Hansson · Nathalie Lindborg · 1:35,92 | Dinamarca Emilie Beckmann Mie Nielsen Julie Kepp Jensen Pernille Blume 1:36,02 |
| 4 × 50 m estilos (17.12) | Suecia · Hanna Rosvall · Sophie Hansson · Sarah Sjöström · Michelle Coleman · 1:44,43                   | Dinamarca Julie Kepp Jensen Rikke Møller Pedersen Emilie Beckmann Pernille Blume 1:45,00  | Francia Mathilde Cini Charlotte Bonnet Mélanie Henique Marie Wattel 1:45,35    |

### Mixto
| Evento                   | Oro                                                                                             | Plata                                                                                             | Bronce                                                                             |
| ------------------------ | ----------------------------------------------------------------------------------------------- | ------------------------------------------------------------------------------------------------- | ---------------------------------------------------------------------------------- |
| 4 × 50 m libre (16.12)   | Países Bajos · Nyls Korstanje · Kyle Stolk · Ranomi Kromowidjojo · Femke Heemskerk · 1:28,39 RM | Rusia · Vladimir Morozov · Serguei Fesikov · Mariya Kameneva · Rozaliya Nasretdinova · 1:28,53    | Italia · Luca Dotto · Marco Orsi · Federica Pellegrini · Erika Ferraioli · 1:29,39 |
| 4 × 50 m estilos (14.12) | Países Bajos · Kira Toussaint · Arno Kamminga · Joeri Verlinden · Ranomi Kromowidjojo · 1:37,71 | Bielorrusia · Pavel Sankovich · Ilia Shymanovich · Anastasiya Shkurdai · Yuliya Jitraya · 1:37,74 | Francia Jérémy Stravius Théo Bussière Mélanie Henique Charlotte Bonnet 1:37,75     |

## Medallero
| Núm. | País          | Oro | Plata | Bronce | Total |
| ---- | ------------- | --- | ----- | ------ | ----- |
| 1    | Rusia         | 9   | 5     | 4      | 18    |
| 2    | Hungría       | 8   | 3     | 2      | 13    |
| 3    | Italia        | 5   | 7     | 5      | 17    |
| 4    | Países Bajos  | 5   | 3     | 3      | 11    |
| 5    | Alemania      | 3   | 3     | 1      | 7     |
| 5    | Suecia        | 3   | 3     | 1      | 7     |
| 7    | Lituania      | 3   | 0     | 1      | 4     |
| 8    | Francia       | 1   | 2     | 5      | 8     |
| 9    | Ucrania       | 1   | 2     | 0      | 3     |
| 10   | Reino Unido   | 1   | 1     | 4      | 6     |
| 11   | España        | 1   | 0     | 1      | 2     |
| 12   | Dinamarca     | 0   | 3     | 4      | 7     |
| 13   | Polonia       | 0   | 2     | 1      | 3     |
| 14   | Finlandia     | 0   | 2     | 0      | 2     |
| 14   | Grecia        | 0   | 2     | 0      | 2     |
| 16   | Bélgica       | 0   | 1     | 1      | 2     |
| 16   | Bielorrusia   | 0   | 1     | 1      | 2     |
| 18   | Noruega       | 0   | 0     | 4      | 4     |
| 19   | Liechtenstein | 0   | 0     | 1      | 1     |
| 19   | Rumania       | 0   | 0     | 1      | 1     |
| 19   | Serbia        | 0   | 0     | 1      | 1     |
|      | TOTAL         | 40  | 40    | 41     | 121   |